# مالابار (فلوریدا)
مالابار (به انگلیسی: Malabar) شهرکی در شهرستان بریوارد ایالت فلوریدا است که در سال ۱۹۶۲ بنیان‌گذاری شده‌است. این شهرک طبق سرشماری سال ۲۰۱۰ میلادی، ۲٬۷۵۷ نفر جمعیت داشته و مساحت آن نیز ۳۴٫۲ کیلومتر مربع است.